# Condannati a morte nel vostro quieto vivere
Condannati a morte nel vostro quieto vivere è il secondo EP del gruppo Hardcore punk torinese Negazione, autoprodotto e pubblicato nel 1985.

## Tracce
1. Noi
2. Cannibale
3. Tutto dentro
4. Ancora qui
5. Incubo di morte